# Jišaj
Jišaj (hebrejski יִשַׁי, grčki Ἰεσσαί, latinski Isai) bio je, prema Bibliji, otac kralja Davida te predak Isusa Krista, kojeg kršćani smatraju Sinom Božjim. 
U Drugoj knjizi ljetopisa nalazimo spomen o Jišajevoj obitelji: "Nahšon rodi Salmu, Salma rodi Boaza. Boaz rodi Obeda, Obed rodi Jišaja. Jišaj rodi prvenca Eliaba, drugog Abinadaba, trećeg Šimu, četvrtog Netanela, petog Radaja, šestog Osema, sedmoga Davida. Sestre im: Sarviju i Abigajilu. Sarvijini su sinovi bili: Abišaj, Joab, Asahel, trojica. Abigajila je rodila Amasu."
Jišaj je bio iz Betlehema, a bio je vrlo star u doba kralja Šaula. Trojica njegovih najstarijih sinova bila su otišla u rat za Šaula. 
Prorok Samuel je pomazao Davida za kralja u Jišajevoj kući, pred Jišajem i Davidovom braćom. Jišajev sin Šima također je zvan i Šama.
Prorok Izaija spomenuo je da će iz Jišajeva panja potjerati mladica - Isus. Zato se Jišaj slavi kao predak Isusa Krista, jer je otac Davida, koji je bio otac Salomona i Natana; Salomon je bio predak Josipa, a Natan Marije, Isusovog zemaljskog oca i majke. Prvo obiteljsko stablo bilo je stablo Jišajevo, koje predstavlja Jišaja kao pretka Isusova. Od tog načina prikazivanja rodoslovlja nastala su i druga obiteljska stabla.